# Volta do mar

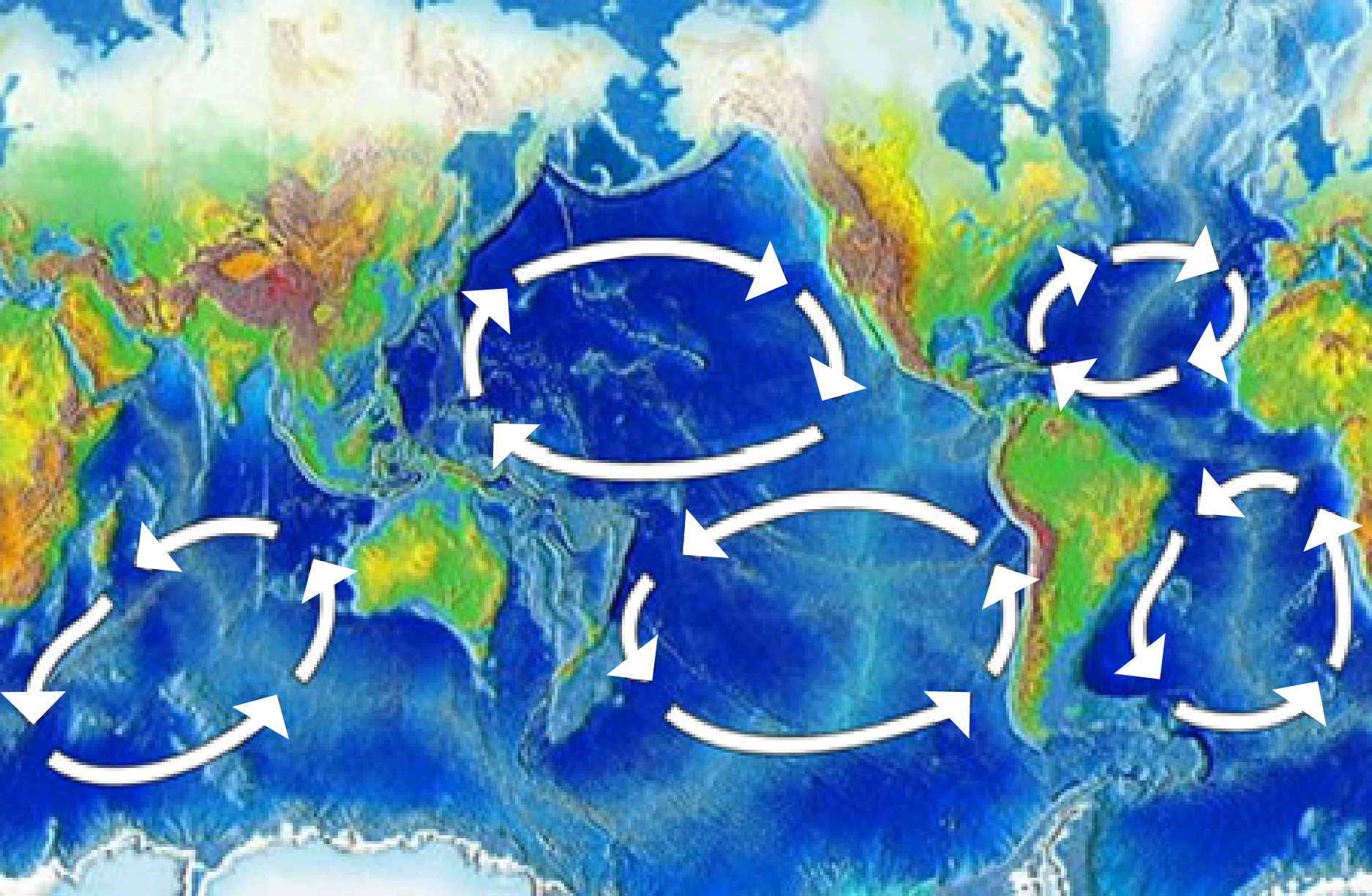
Mapa de los cinco grandes giros del océano

Volta do mar, volta do mar largo o volta do largo (la frase en portugués significa literalmente tanto «vuelta del mar» como también «retorno del mar») es el nombre de una maniobra de navegación marítima utilizada en los largos viajes oceánicos, que se remonta a la época de los descubrimientos portugueses a finales del siglo XV. Esta técnica consiste en describir un amplio arco para evitar la zona central de calma y aprovechar los vientos y corrientes permanentes favorables que giran en sentido horario en el hemisferio norte, y en sentido opuesto en el hemisferio sur, debido a la circulación atmosférica y el efecto de Coriolis (es el conocido giro del Atlántico Norte). Fue un paso muy importante en la historia de la navegación, ya que la comprensión de los vientos y corrientes en la era de la navegación a vela era crucial para el éxito: los imperios del mar europeos nunca fueron establecidos hasta que los europeos no descubrieron cómo funcionaban los vientos alisios.

## Historia

### Descubrimientos portugueses en el océano Atlántico
El nombre de volta do mar largo fue acuñado por los navegantes portugueses en la época de los descubrimientos en el océano Atlántico Norte, cuando eran obligados, a su regreso de las costas ecuatoriales africanas, a adentrarse hacia el mar, evitando el mar de los Sargazos y ganando el Atlántico Central, para después rodearlo por el noreste yendo a cruzar las aguas de las Azores. En esos viajes el piloto debía navegar hacia el oeste, contraintuitivamente, en la dirección equivocada, es decir, alejándose más de Portugal  para coger los siguientes vientos utilizables y regresar a Europa.
La falta de esta información pudo haber condenado a la expedición del siglo XIII de los hermanos genoveses Ugolino y Vadino Vivaldi, que se dirigían hacia las hasta entonces desconocidas islas Canarias y se perdieron; una vez allí, sin entender el giro del Atlántico y la volta do mar, habrían sido incapaces de vencer la ceñida del estrecho de Gibraltar y el regreso al hogar.
La importancia geoestratégica de las islas Azores, de la Isla Ascensión y de otras islas oceánicas se debió a la necesidad de seguir la "volta do largo". En el caso del Atlántico Norte, no era posible navegar directamente hacia las costas europeas, por lo que cualquier barco procedente del hemisferio sur (incluyendo los que venían de regreso de India, China y otras regiones del Asia, vía el cabo de Buena Esperanza o del Caribe), se veía obligado a cruzar a la altura de las Azores o ligeramente al norte de las islas. Fue este hecho lo que hizo de la ciudad de Angra la universal escala del mar de poniente (universal escala do mar ponente) en palabras del historiador Gaspar Fructuoso.
El descubrimiento de esta técnica fue crucial para el retorno de los futuros descubrimientos: por ejemplo, Colón nunca hubiera regresado de América sin aplicar la volta do mar navegando a vela hacia el norte desde el Caribe a través de las latitudes del caballo para coger los prevalecientes vientos del oeste de las latitudes medias .

### Aplicación al océano Pacífico: el galeón de Manila
La ruta del galeón de Manila, desde Manila a Acapulco, dependía de la aplicación con éxito del fenómeno del Atlántico al océano Pacífico: al descubrir el Giro del Pacífico Norte, los capitanes de los galeones de regreso tenían que llegar a las latitudes de Japón antes de poder cruzar el océano con seguridad. El descubrimiento, en el que se basó el comercio del galeón Manila-Acapulco, se debió al español Andrés de Urdaneta, que, navegando en 1565 un convoy a las órdenes de Miguel López de Legazpi, descubrió la ruta de regreso: la flota fue separada por los vientos, siendo   algunos barcos dirigidos en dirección sur, pero Urdaneta pensó que los vientos alisios del Pacífico podrían girar como hacía los del Atlántico. Si en el Atlántico, los barcos hacían la Volta do mar hacia el oeste para recoger los vientos que los llevarían de vuelta de Madeira, entonces, razonó, navegando lejos hacia el norte antes de dirigirse al este, iba a recoger los vientos alisios que le llevarían de vuelta a la costa oeste de América del Norte. Cruzó los 38 grados Norte antes de girar al este y su corazonada dio sus frutos, arribando a la costa cerca de cabo Mendocino, en  California, para, a continuación, seguir la costa hacia el sur hasta Acapulco. La mayor parte de su tripulación murió en el largo viaje inicial, para el que no se habían aprovisionado suficientemente.